# A Deeper Cut
A Deeper Cut è il terzo album in studio dei Temperance Movement, pubblicato nel 2018.

## Tracce
1. Caught in the Middle – 2:41 (Matt White, Nick Fyffe, Paul Sayer, Phil Campbell, Simon Lea)
2. Built-In Forgetter – 4:19 (Phil Campbell)
3. Love and Devotion – 3:27 (Matt White, Phil Campbell)
4. A Deeper Cut – 3:44 (Matt White, Nick Fyffe, Paul Sayer, Phil Campbell, Simon Lea)
5. Backwater Zoo – 3:54 (Phil Campbell)
6. Another Spiral – 3:28 (Paul Sayer, Phil Campbell)
7. Beast Nation – 3:23 (Matt White, Nick Fyffe, Paul Sayer, Phil Campbell, Simon Lea)
8. The Way It Was and the Way It Is Now – 3:17 (Paul Sayer, Phil Campbell)
9. Higher Than the Sun – 3:21 (Paul Sayer, Phil Campbell)
10. Children – 4:08 (Phil Campbell)
11. There's Still Time – 3:31 (Phil Campbell)
12. The Wonders We've Seen – 4:00 (Paul Sayer, Phil Campbell)

Durata totale: 43:13

## Formazione

### The Temperance Movement
- Phil Campbell – voce, pianoforte e chitarra
- Paul Sayer – chitarra
- Matt White – chitarra
- Nick Fyffe – basso
- Simon Lea – batteria

### Produzione
- The Temperance Movement – produttori artistici
- Sam Miller – produttore artistico, addetto alla registrazione e al missaggio
- Geoff Pesche – addetto al mastering
- Stewart Chown – grafica